# Río Chupichotal
Der Río Chupichotal ist ein etwa 95 km langer linker und der bedeutendste Nebenfluss des Río Biavo in der Provinz Bellavista in der Region San Martín im zentralen Norden Perus.

## Flusslauf
Der Río Chupichotal entspringt in der Cordillera Azul im äußersten Süden des Distrikts Alto Biavo. Das Quellgebiet liegt auf einer Höhe von etwa 1760 m an der Westflanke eines in nordnordwestlicher Richtung verlaufenden Höhenkamms. Der Río Chupichotal fließt anfangs 7 km nach Westen. Im Anschluss wendet sich der Río Chupichotal in Richtung Nordnordwest und fließt flankiert von zwei Höhenkämmen durch ein unbewohntes mit Bergregenwald bewachsenes Hochtal. Er weist dabei streckenweise ein stark mäandrierendes Verhalten mit zahlreichen Flussschlingen und Altarmen auf. Schließlich trifft er auf einer Höhe von etwa 730 m auf den von Norden heranströmenden Río Biavo.

## Einzugsgebiet
Der Río Chupichotal entwässert ein Areal von etwa 957 km². Das Einzugsgebiet liegt vollständig innerhalb des Distrikts Alto Biavo. Es grenzt im Nordwesten an das des Río Platanillo, im Westen an das des Río Huallaga, im Süden an das des Río Pucuyacu sowie im Osten an das des oberstrom gelegenen Río Biavo.

## Ökologie
Das Einzugsgebiet des Río Chupichotal befindet sich mit Ausnahme eines etwa 175 km² großen Bereiches im Südwesten innerhalb des Nationalparks Cordillera Azul.